# Гура Теодор

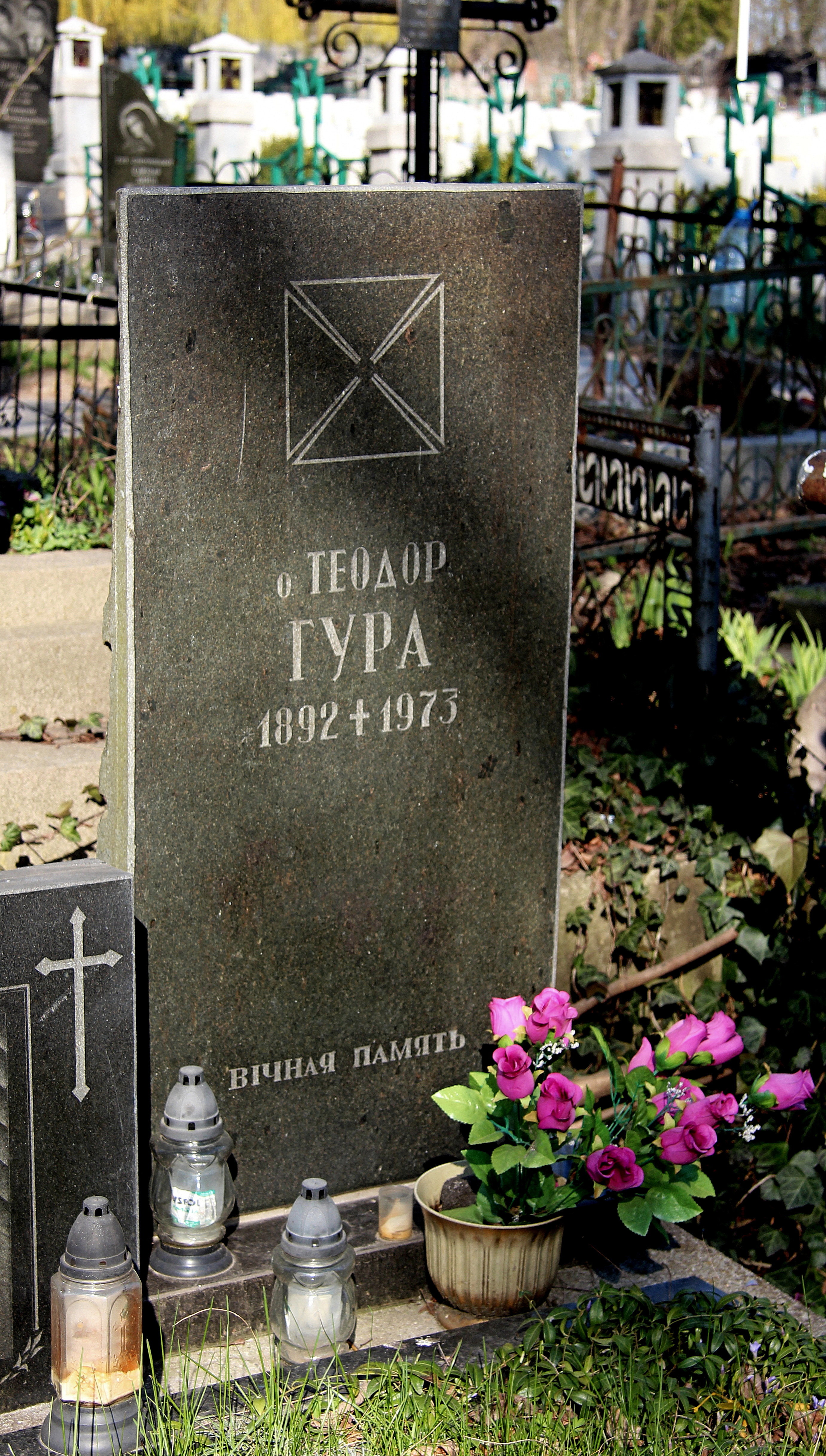

Отець Теодор Гура (20 грудня 1892 — 20 лютого 1973) був активним й ревним греко-католицьким душпастирем (в тому числі УГКЦ у часи підпілля), національно-свідомим українським патріотом.
Отець Теодор Гура народився у с. Гута (Мошків) Сокальського повіту в багатодітній селянсьній родині Василя й Анни (Шурак), в якій було шестеро дітей. З дитинства полюбив рідний край, господарську працю на своїй землі. Завжди мріяв стати освіченим чоловіком. На життєвий вибір священичого служіння вплинули брати батька — отці Дам'ян та Пилип. 1917 р. — одружився із Марією Карп'як, випускницею Перемиської гімназії. Разом із дружиною виховали чотирьох доньок Лесю, Дарію, Надію та Оксану, дочекалися одинадцятьох онуків. Отець Теодор помер у Львові 1973 р., де й похований о. М.Грицеляком та іншими сімома підпільними священиками на 40 полі  Янівського кладовища (близько могил Українських Січових Стрільців).
Освіта
поч. ХХ ст. навчався у Сокальській гімназії.
1910—1913 — Львівська Академічна гімназія.
1910—1914 — навчання у Львівській Духовній Семінарії.
1915 — закінчив останній курс Семінарії у Перемишлі.
Душпастирська праця (перед ІІ світовою війною)
18.11.1917 отець Теодор Гура прийняв дияконські свячення з рук єпископа Йосафата Коциловського у катедральному соборі в Перемишлі. 1917—1918 — початком душпастирської праці отця була катехизація у місцевій гімназії м. Дрогобича. Водночас виконував обов'язки сотрудника у селі Далява Дрогобицького деканату. В період піднесення національно-визвольного руху 1918—1920 рр. священик був активним учасником визвольних змагань. У своїй новій парафії села Курилівка Дежайського деканату дбав про духовне зростання пастви, пробуджував національну свідомість українців. З ініціативи Отця Теодора там було засновано театральний гурток, дитячий та церковний хори, кооператив «Сян». У дочірніх парафіях сіл Ожанна, Бриська Воля та Жухів сприяв діяльності читалень товариства «Просвіта». Отець Теодор разом із дружиною навчав тутешніх дітей та молодь української мови (село було поділене на «російське» і «польське», а за певний період часу у «російській» частині села стали розмовляти українською мовою). 1928 року отця Теодора Гуру скеровують до села Синявка Любачівського повіту, де церква і плебанія знаходилися під лісом, аж за 2 кілометри від села. Священик і тут знайшов шлях до сердець парафіян і місцеві жителі щиро полюбили свого нового духовного наставника.
30-ті роки пов'язані із переїздами родини Гура до різних сіл: 1930 р. — село Пралківці біля Перемишля, 1932 р. — село Торки. Отець Теодор сумлінно трудився над національно — духовним відродженням цих сіл. Зокрема до національно свідомого села Торки запрошував місіонарів-монахів, які проводили десятиденні науки, а на закінчення місій приїжджали гості з Перемишля: єпископ Й. Коциловський, о. М. Грициляк та о. В. Гриник (у подальшому відомі підпільні священики УГКЦ). Парох підтримував читальню товариства «Просвіта», гурток «Сільський господар», «Союз українок», товариства «Луг» і «Сокіл», дитячий садок, кооператив «Луг»; 1933 р. представники парафії в народних строях брали участь у львівському з'їзді «Українська молодь Христові».
Переслідування. Душпастирювання у воєнний період та в часи підпілля.
У 1915—1916 отець Теодор Гура перебував під слідством за участь в українському націоналістичному русі та за «антидержавну» діяльність, а пізніше з багатьма діячами терпів важкі умови австрійського табору у Телергофі. В період Другої світової війни о. Теодор протестував проти вивезення молоді на примусову роботу до Німеччини, бо такі акції руйнували сім'ї. 1939 р. отця Теодора вигнано з плебанії села Торки, яку зайняли прикордонники, до маленької сільської хатини. Під час першої радянської окупації західних терен України отець допоміг багатьом утікачам переправитися через Сян та всіляко їх підтримував.
У1944 після встановлення нового кордону між Польщею та УРСР отця Теодора знову виселили і в його хаті розмістилися польські прикордонники (WOP). 17.12.1945. Теодор Гура разом із дружиною був переселений із села Торки Перемиського повіту у село Баличі Мостиського р-ну, Дрогобицької обл. (до УРСР). Тут священик вже не мав парафії але продовжував працювати підпільно. Дві доньки отця Теодора залишилися на території Польщі. Пізніше священика переслідували, часто приїжджаючи з райцентру з перевірками та обшуками (із залученням навіть собак).
Отець Тедор Гура був активним душпастирем підпільної Греко — Католицької Церкви, служив переважно у Мостиському районі у таких населених пунктах як Баличі, Хоросниця, Арламівська Воля, Малнів, Судова Вишня тощо. Отець Теодор приймав українських повстанців у своїй хаті, годував їх, а також часто асистував зятеві лікарю Степану Головідові при операціях поранених воїнів. Священик регулярно відправляв Служби Божі та уділяв святі Тайни у себе вдома, надавав духовну та матеріальну допомогу членам ОУН-УПА.
Священик Теодор Гура ніколи не забував про свою батьківщину, де народився і виріс. Практично щороку напередодні свята Покрови приїздив у рідне село Гута («де церква була знищена і священика не було»), там кілька днів служив Божественні Літургії, сповідав та уділяв інші Святі Тайни своїм землякам, дбав про належний стан могил своїх батьків та родичів на місцевому кладовищі. Як згадує також донька О.Головід: «Відвідував могили Січових Стрільців, воїнів УПА, знав місця їхнього захоронення, прізвища товаришів, більше як сама родина. Від'їжджав змучений, але вдоволений: обов'язок сповнений».
26 березня 2015 р. Б. під час презентації своєї книги «Духовенство Перемиської єпархії та Апостольської адміністрації Лемківщини: в 2 томах» у конференц-залі Львівської Духовної Семінарії Святого Духа (м. Львів, вул. Хуторівка, 35) о. д-р Богдан Прах згадав й про священика Теодора Гуру, кажучи, що останній у часи підпілля був наділений повноваженнями «повертати в лоно УГКЦ» тих священнослужителів, котрі у 40-х роках з різних причини відступили (зреклися) від своєї віри та Церкви.
Із спогадів Оксани Гури-Головід (доньки о. Теодора Гури):
```
 
— «… у присутності нашої сім'ї на великі свята збиралося від п'яти до десяти повстанців. Пригадую Свят-Вечір 1949
 
р. Все було дуже урочисто, присутні приступали до Святої Сповіді перед моїм батьком отцем Теодором, а після Причастя засідали до спільної Святої Вечері. Наш п'ятилітній син Мстислав одягнений у козацький стрій крутив кольорову „звізду“. Світло ялинки з Ангелом вістуном: „Христос народився!“, звуки піаніно, всі стають на слова коляди „Бог Предвічний…“. Були сльози і надія на краще. Батько усіх привітав так урочисто, велично і радісно що серце стискалося від зворушення, він завжди старався вселити у наші душі надію та тверде переконання, що настануть кращі часи для нашої церкви і для народу. Усі відчули, що Боже дитятко є тут між нами, дивиться на нас і радіє разом з нами.»;
 
— «…батько отець Теодор в часи переслідувань уникнув кількох облав завдяки Божій ласці та допомозі людей…». Про загиблого повстанця, для якого родина Гурів була найближчою після загибелі батьків, отець Теодор говорив
 
— «це Господня жертва за любов до Ісуса, Матінки Божої та рідної України…». Родину отця Теодора односельчани вважали прикладом для інших, осяяним християнською любов'ю та наснаженим патріотизмом, відзивалися дуже тепло та позитивно: «Таких славних людей ми в своєму житті ще не зустрічали…».
```

Джерела:
```
 
— Богдан Прах. Духовенство Перемиської єпархії та Апостольської адміністрації Лемківщини: у 2-х томах, т. 1: Біографічні нариси (1939—1989). Львів: Видавництво Українського католицького університету 2015.
 
— lxxxvi + 722 c. (про о. Теодора Гуру
 
— с. 440—442)
```

- о. Роман Каспришин. «Отець Гура — священик-патріот» // http://www.vox-populi.com.ua/rubriki/istoria/represiie-proti-cerkvi/otecgura-svasenik-patriotavtoroteckasprisinroman [Архівовано 26 лютого 2019 у Wayback Machine.]
- рукопис інтерв'ю Оксани Гури-Головід та її публікації у часописі «Нескорені» за 1998—2001 рр.